# Telenet Japan
Telenet Japan Co., Ltd. (株式会社日本テレネット Kabushiki-gaisha Nihon Terenetto?) fue una empresa japonesa de videojuegos y desarrolladora de software fundada en octubre de 1978 por Kazuyuki Fukushima. La empresa también era conocida como Nippon Telenet (o Nihon Telenet). La empresa fue más conocida por las Valis series así como sus sucursales Wolfteam & RiOT (de la que se creó Tales of Phantasia, el primer juego de la serie Tales). La empresa filial de Norteamérica, Renovation Products fue finalmente adquirida por Sega. La empresa cerró sus puertas el 25 de octubre de 2007. Sunsoft adquirió toda la biblioteca de juegos de Telenet Japan, con planes de relanzar títulos para consola virtual o remasterizandolos.
- Datos: Q3177903